# 1,2-Benzokinon
Az 1,2-benzokinon, más néven orto-benzokinon vagy ciklohexa-3,5-dién-1,2-dion szerves vegyület, keton, összegképlete C6H4O2. Izomerje az 1,4-benzokinon.
Az 1,2-benzokinont a pirokatechinből állítják elő úgy, hogy annak vizes oldatát levegővel oxidálják de keletkezhet a fenol orto-oxidációja során is. A melanin prekurzora. Vörös színű, vízben oldódó anyag, dietil-éterben nem oldódik.
Az egyik Pseudomonas mendocina baktériumtörzs a benzoesavat (pirokatechin köztiterméken át) 1,2-benzokinonná bontja le.

## Fordítás
Ez a szócikk részben vagy egészben  a(z)   1,2-Benzoquinone című angol Wikipédia-szócikk ezen változatának fordításán alapul.  Az eredeti cikk szerkesztőit annak laptörténete sorolja fel. Ez a jelzés csupán a megfogalmazás eredetét és a szerzői jogokat jelzi, nem szolgál a cikkben szereplő információk forrásmegjelöléseként.